# Capricorne des maisons
Hylotrupes bajulus
 (juillet 2022).
Si vous disposez d'ouvrages ou d'articles de référence ou si vous connaissez des sites web de qualité traitant du thème abordé ici, merci de compléter l'article en donnant les références utiles à sa vérifiabilité et en les liant à la section « Notes et références ».
Genre
Espèce
Le capricorne des maisons (Hylotrupes bajulus) est une espèce d'insectes coléoptères de la famille des Cerambycidae à larve xylophage.

## Biologie

### Ponte et développement

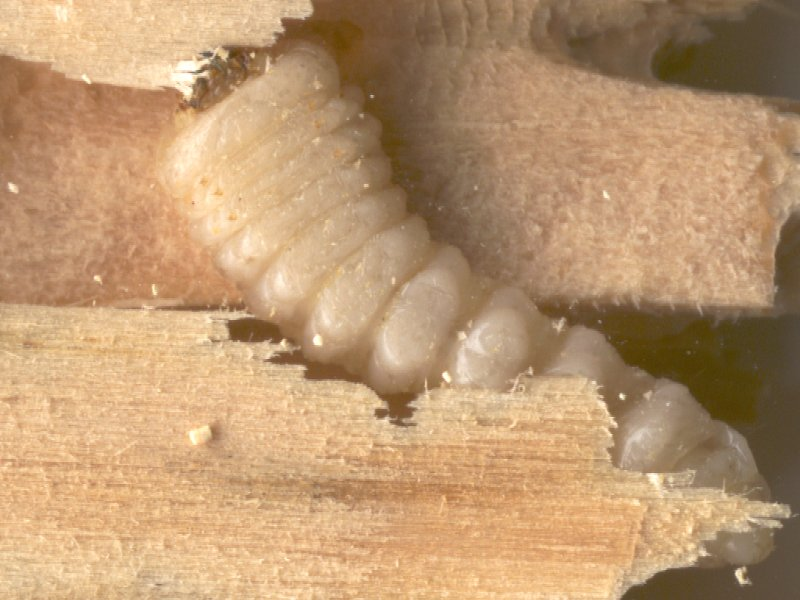
Larve de Hylotrupes bajulus

Le développement d'Hylotrupes est des plus classiques : l'œuf donne une larve, qui donnera une nymphe, puis à terme un insecte dit « parfait » (imago) et donc apte à se reproduire.
La ponte ne semble pas excéder 300 d'œufs et 200 semble être la norme.
Il se déplace sur un rayon de 2 à 3 km pour s’accoupler et pondre.
Il laisse aussi parfois apparaître des poches nymphales (cocon) qui sont la trace de pontes, celle-ci se trouvent le plus souvent aux interstices ou dans les fentes du bois.
La durée du développement larvaire est tributaire des qualités nutritives du bois, de l'hygrométrie ambiante et, bien sûr, de la température.
À cet égard, la larve d'Hylotrupes est parfois soumise à des fluctuations thermiques extrêmement importantes (cas des charpentes sous toitures par exemple), mais elle a la faculté de se mettre « en pause » quand la température est trop basse ou au contraire trop élevée, la plus adaptée se situant entre 25 °C et 30 °C.
Cet ensemble de considérations fait que la durée du développement larvaire peut demander 2 à 5 ans en fonction de la température ambiante et de la valeur nutritive du bois, la moyenne étant de 3 à 5 ans.
La période d'envol du capricorne va d'avril à septembre, et la longévité de l’insecte est de 25 jours environ. L’intervalle de température dans lequel l’insecte est actif est de 10 à 38 °C avec une température favorable de 28 °C.

### Essences attaquées
- Aubier des résineux construits (douglas, épicéa, sapin, pin, mélèze, etc.)
- Duramen des bois blancs lorsque le bois est sec (pruche).

### Dommages causés
Le capricorne des maisons endommage la structure du bois et compromet sa résistance. Des dégâts similaires peuvent être causés aux bois feuillus par un hespérophane, plus rare en Europe. Moins connu que le termite, le capricorne est pourtant responsable de dégâts très importants.

### Nuisances et lutte
Le capricorne des maisons est l'insecte à larves xylophages le plus répandu et le plus dégradant pour les charpentes d'essences résineuses des habitations. Les dégâts peuvent être considérables, et aller au plus profond des pièces de bois, engendrant ainsi des pertes de résistance mécanique très graves, provoquant l'affaissement de la toiture.
Les charpentes de type fermette récentes en bois résineux sont particulièrement vulnérables.
Il est impératif de traiter les bois préventivement par injection sous haute pression dans le cas de constructions de plus de 10 ans, dont le traitement initial par bain d'imprégnation n'est plus efficace, pour éviter une contamination du capricorne qui pourrait altérer rapidement la solidité de la charpente.
Un traitement curatif existe, par injection sous haute pression, pour stopper l'infestation du parasite et éviter toute nouvelle ré-infestation des bois.
Il est conseillé de faire appel à des spécialistes du traitement du bois, qui procèdent à un traitement répondant aux règles professionnelles éditées par le FCBA.

## Taxonomie

### Synonymes
- Cerambyx bajulus Linné, 1758 (dénomination originaire)
- Cerambyx caudatus DeGeer, 1775
- Callidium bajulus (Linné) Fabricius, 1775
- Hylotrupes baiulus Haldeman, 1847
- Hylotrupes baiulus var. bullatus Haldeman, 1847
- Hylotrupes bayulus Auct.
- Hylotrupes bullatus (Haldeman) LeConte, 1850
- Hylotrupes inaequalis Casey, 1924
- Hylotrupes incertus Casey, 1924

### Variétés
- Hylotrupes bajulus var. demelti Podany
- Hylotrupes bajulus var. puellus Villa
- Hylotrupes bajulus var. scutifer Voet
- Hylotrupes bajulus var. syriacus Théry
- Hylotrupes bajulus var. theresae Pic